# Schreibpinsel

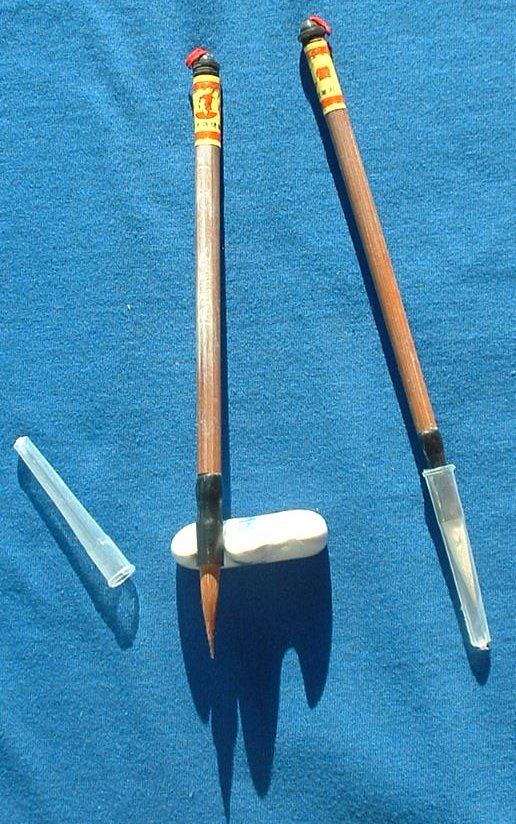
Zwei Schreibpinsel

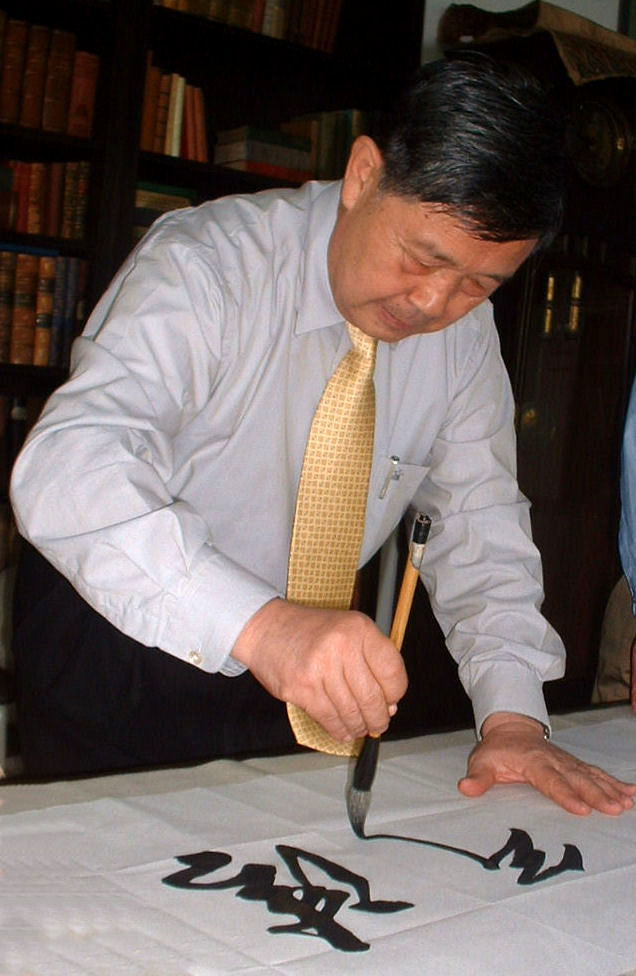
Pinselhaltung

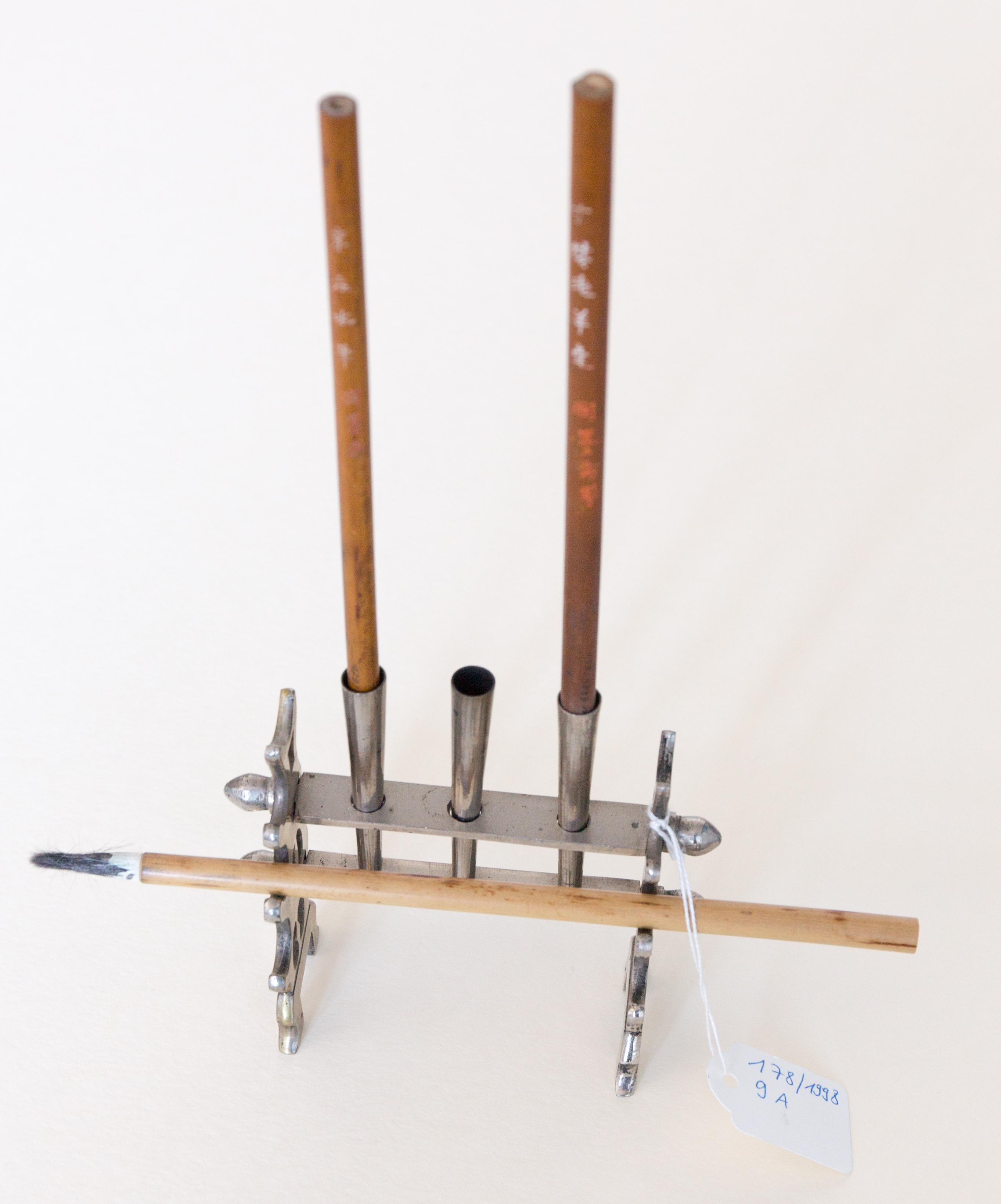
Schreibset, Bestand des Museum Europäischer Kulturen.

Der Schreibpinsel (chinesisch 毛筆 / 毛笔, Pinyin máobǐ, jap. 筆, fude, kor. 붓, but) ist das wichtigste Werkzeug der chinesischen Kalligrafie und Malerei. Er gehört mit dem Papier, der Stangentusche und dem Reibstein zu den Vier Schätzen des Gelehrtenzimmers.
Der Schreibpinsel ist wesentlich elastischer als der westliche Malerpinsel und besitzt einen elastischen Kern aus Wieselhaaren, der von den längeren Ziegen- oder Hasenhaaren umhüllt wird. Deshalb läuft er stets in einer haarfeinen Spitze aus, die sich beim Anheben wieder neu bildet. 
Auch die Haltung ist anders als die Pinselhaltung eines westlichen Malers. Der meist aus Bambus bestehende Griff wird stets senkrecht zur Schreib- oder Malfläche geführt, die immer flach auf dem Tisch liegt. Beim Schreiben werden dabei weder die Finger noch das Handgelenk bewegt, sondern die Schreib- und Malbewegung erfolgt aus der Schulter und dem Ellbogen. Im Idealfall soll die Hand frei schwebend den Pinsel über das Papier führen können. Die Tuschlinien werden durch das Niederdrücken oder Anheben des Pinsels moduliert, wechseln in ihrer Breite und erhalten somit ihren charakteristischen Ausdruck. 